# KB Insurance Stars Volleyball Club 2023-2024
Questa voce raccoglie le informazioni riguardanti il KB Insurance Stars Volleyball Club nelle competizioni ufficiali della stagione 2023-2024.

## Stagione
I KB Stars partecipano alla V-League per la ventesima volta, classificandosi al settimo posto al termine della regular season. In Coppa KOVO, invece, non vanno oltre la fase a gironi.

## Organigramma societario
Area direttiva
- Presidente: Koo Bon-wook

Area tecnica
- Allenatore: Hu In-jeong (fino a febbraio), Kim Hak-min (da febbraio)
- Allenatore in seconda: Kim Hak-min (fino a febbraio), Kim Jin-man

## Rosa
| N° | Nome            | Ruolo | Data di nascita   | Nazionalità sportiva |
| -- | --------------- | ----- | ----------------- | -------------------- |
| 1  | Jeong Dong-geun | S     | 24 gennaio 1995   | Corea del Sud        |
| 3  | Hwang Seung-bin | P     | 26 agosto 1992    | Corea del Sud        |
| 4  | Jeong Min-su    | L     | 5 ottobre 1991    | Corea del Sud        |
| 5  | Baek Kwang-hyun | L     | 18 marzo 1993     | Corea del Sud        |
| 6  | Park Hyun-bin   | P     | 26 agosto 1992    | Corea del Sud        |
| 7  | Liu Hung-min    | S     | 10 novembre 1993  | Taipei cinese        |
| 8  | Hong Sang-hyeok | S     | 20 luglio 1998    | Corea del Sud        |
| 10 | Jeon Jong-yeong | O     | 5 novembre 2001   | Corea del Sud        |
| 11 | Kim Hong-jung   | C     | 26 marzo 1986     | Corea del Sud        |
| 12 | Hwang Kyung-min | S     | 10 aprile 1996    | Corea del Sud        |
| 14 | Kwon Tae-wook   | S     | 1º novembre 2002  | Corea del Sud        |
| 15 | Woo Sang-jo     | C     | 27 giugno 1992    | Corea del Sud        |
| 17 | Choi Yo-han     | C     | 23 novembre 1999  | Corea del Sud        |
| 18 | Jang Ha-rang    | C     | 6 dicembre 2000   | Corea del Sud        |
| 22 | Sung Han-hee    | L     | 27 settembre 2002 | Corea del Sud        |
| 23 | Andrés Villena  | O     | 27 febbraio 1993  | Spagna               |
| 24 | Bae Sang-jin    | S     | 25 agosto 2000    | Corea del Sud        |
| 25 | Han Kuk-min     | C     | 29 dicembre 1997  | Corea del Sud        |
| 26 | Son Jun-yeong   | S     | 2 aprile 1999     | Corea del Sud        |
| 33 | Shin Seung-hun  | P     | 5 maggio 2000     | Corea del Sud        |
| 77 | Yoon Seo-jin    | S     | 24 aprile 2005    | Corea del Sud        |

## Mercato
| Acquisti | Acquisti        | Acquisti             | Acquisti   |
| R.       | Nome            | da                   | Modalità   |
| -------- | --------------- | -------------------- | ---------- |
| S        | Kwon Tae-wook   | Sungkyunkwan Univ.   | definitivo |
| P        | Hwang Seung-bin | Woori WON            | definitivo |
| C        | Jang Ha-rang    | Sungkyunkwan Univ.   | definitivo |
| S        | Liu Hung-min    | Win Streak           | definitivo |
| L        | Sung Han-hee    | Kyung Hee University | definitivo |
| S        | Yoon Seo-jin    | Susung HS            | definitivo |

| Cessioni | Cessioni       | Cessioni  | Cessioni   |
| R.       | Nome           | a         | Modalità   |
| -------- | -------------- | --------- | ---------- |
| S        | Han Sung-jeong | Woori WON | definitivo |
| P        | Hwang Taek-eui | Sangmu    | definitivo |
| L        | Kim Do-hoon    | Sangmu    | definitivo |
| C        | Park Jin-woo   | Woori WON | definitivo |
| P        | Yang Jun-sik   | -         | ritirato   |

## Risultati

### V-League

#### Regular season

##### Round 1
| 17 ottobre 2023 Suwon Gymnasium, Suwon          | KEPCO Vixtorm      | 2 - 3 | KB Stars          | 27-25, 25-23, 21-25, 24-26, 11-15 |
| 21 ottobre 2023 Uijeongbu Gymnasium, Uijeongbu  | KB Stars           | 0 - 3 | Woori WON         | 20-25, 23-25, 23-25               |
| 24 ottobre 2023 Uijeongbu Gymnasium, Uijeongbu  | KB Stars           | 2 - 3 | OK Okman          | 25-19, 23-25, 25-17, 20-25, 11-15 |
| 28 ottobre 2023 Gyeyang Gymnasium, Incheon      | Korean Air Jumbos  | 3 - 2 | KB Stars          | 25-23, 23-25, 25-20, 21-25, 15-10 |
| 1º novembre 2023 Uijeongbu Gymnasium, Uijeongbu | KB Stars           | 0 - 3 | Samsung Bluefangs | 22-25, 22-25, 23-25               |
| 4 novembre 2023 Ryu Gwansun Gymnasium, Cheonan  | Hyundai Skywalkers | 3 - 0 | KB Stars          | 26-24, 25-20, 25-23               |

##### Round 2
| 8 novembre 2023 Uijeongbu Gymnasium, Uijeongbu  | KB Stars          | 2 - 3 | Hyundai Skywalkers | 23-25, 25-23, 20-25, 25-20, 10-15 |
| 11 novembre 2023 Uijeongbu Gymnasium, Uijeongbu | KB Stars          | 1 - 3 | Korean Air Jumbos  | 18-25, 16-25, 25-18, 20-25        |
| 16 novembre 2023 Jangchung Arena, Seul          | Woori WON         | 3 - 2 | KB Stars           | 25-19, 23-25, 23-25, 25-21, 16-14 |
| 19 novembre 2023 Chungmu Gymnasium, Daejeon     | Samsung Bluefangs | 3 - 2 | KB Stars           | 24-26, 21-25, 25-18, 25-19, 15-12 |
| 24 novembre 2023 Uijeongbu Gymnasium, Uijeongbu | KB Stars          | 0 - 3 | KEPCO Vixtorm      | 21-25, 27-29, 23-25               |
| 29 novembre 2023 Sangnoksu Gymnasium, Ansan     | OK Okman          | 3 - 1 | KB Stars           | 25-21, 25-15, 18-25, 25-22        |

##### Round 3
| 2 dicembre 2023 Suwon Gymnasium, Suwon          | KEPCO Vixtorm      | 3 - 0 | KB Stars          | 25-19, 25-15, 26-24               |
| 6 dicembre 2023 Uijeongbu Gymnasium, Uijeongbu  | KB Stars           | 3 - 0 | OK Okman          | 25-20, 25-23, 25-17               |
| 10 dicembre 2023 Gyeyang Gymnasium, Incheon     | Korean Air Jumbos  | 1 - 3 | KB Stars          | 25-23, 29-31, 22-25, 22-25        |
| 14 dicembre 2023 Ryu Gwansun Gymnasium, Cheonan | Hyundai Skywalkers | 3 - 2 | KB Stars          | 25-18, 30-28, 23-25, 15-25, 15-11 |
| 19 dicembre 2023 Uijeongbu Gymnasium, Uijeongbu | KB Stars           | 0 - 3 | Samsung Bluefangs | 21-25, 21-25, 22-25               |
| 23 dicembre 2023 Uijeongbu Gymnasium, Uijeongbu | KB Stars           | 0 - 3 | Woori WON         | 20-25, 20-25, 19-25               |

##### Round 4
| 27 dicembre 2023 Jangchung Arena, Seul         | Woori WON         | 3 - 0 | KB Stars           | 25-22, 25-18, 25-23        |
| 30 dicembre 2023 Chungmu Gymnasium, Daejeon    | Samsung Bluefangs | 3 - 0 | KB Stars           | 25-18, 25-22, 27-25        |
| 4 gennaio 2024 Uijeongbu Gymnasium, Uijeongbu  | KB Stars          | 0 - 3 | Hyundai Skywalkers | 21-25, 24-26, 25-27        |
| 9 gennaio 2024 Uijeongbu Gymnasium, Uijeongbu  | KB Stars          | 3 - 1 | Korean Air Jumbos  | 25-14, 29-27, 14-25, 25-22 |
| 13 gennaio 2024 Sangnoksu Gymnasium, Ansan     | OK Okman          | 3 - 0 | KB Stars           | 25-15, 25-21, 25-13        |
| 18 gennaio 2024 Uijeongbu Gymnasium, Uijeongbu | KB Stars          | 0 - 3 | KEPCO Vixtorm      | 16-25, 20-25, 16-25        |

##### Round 5
| 1º febbraio 2024 Suwon Gymnasium, Suwon         | KEPCO Vixtorm      | 3 - 1 | KB Stars          | 25-23, 25-22, 15-25, 25-22        |
| 7 febbraio 2024 Gyeyang Gymnasium, Incheon      | Korean Air Jumbos  | 3 - 1 | KB Stars          | 31-29, 23-25, 25-23, 25-19        |
| 10 febbraio 2024 Uijeongbu Gymnasium, Uijeongbu | KB Stars           | 2 - 3 | Samsung Bluefangs | 19-25, 25-18, 25-19, 23-25, 11-15 |
| 15 febbraio 2024 Ryu Gwansun Gymnasium, Cheonan | Hyundai Skywalkers | 3 - 2 | KB Stars          | 26-28, 25-13, 20-25, 25-18, 15-13 |
| 18 febbraio 2024 Uijeongbu Gymnasium, Uijeongbu | KB Stars           | 1 - 3 | OK Okman          | 21-25, 25-20, 25-27, 23-25        |
| 22 febbraio 2024 Uijeongbu Gymnasium, Uijeongbu | KB Stars           | 0 - 3 | Woori WON         | 14-25, 18-25, 20-25               |

##### Round 6
| 25 febbraio 2024 Sangnoksu Gymnasium, Ansan  | OK Okman          | 3 - 0 | KB Stars           | 25-20, 25-16, 25-21               |
| 29 febbraio 2024 Chungmu Gymnasium, Daejeon  | Samsung Bluefangs | 2 - 3 | KB Stars           | 25-19, 16-25, 20-25, 27-25, 11-15 |
| 5 marzo 2024 Uijeongbu Gymnasium, Uijeongbu  | KB Stars          | 0 - 3 | Hyundai Skywalkers | 14-25, 22-25, 19-25               |
| 9 marzo 2024 Jangchung Arena, Seul           | Woori WON         | 3 - 1 | KB Stars           | 25-27, 25-20, 25-15, 25-22        |
| 14 marzo 2024 Uijeongbu Gymnasium, Uijeongbu | KB Stars          | 0 - 3 | Korean Air Jumbos  | 23-25, 13-25, 21-25               |
| 17 marzo 2024 Uijeongbu Gymnasium, Uijeongbu | KB Stars          | 1 - 3 | KEPCO Vixtorm      | 22-25, 25-18, 22-25, 20-25        |

### Coppa KOVO

#### Fase a gironi
| 1ª giornata - 6 agosto 2023 Park Chung Hee Gymnasium, Gumi  | KB Stars          | 0 - 3 | OK Okman | 17-25, 22-25, 11-25        |
| 2ª giornata - 8 agosto 2023 Park Chung Hee Gymnasium, Gumi  | Woori WON         | 3 - 0 | KB Stars | 25-19, 25-19, 25-19        |
| 3ª giornata - 10 agosto 2023 Park Chung Hee Gymnasium, Gumi | Korean Air Jumbos | 3 - 1 | KB Stars | 17-25, 25-21, 25-18, 25-21 |

## Statistiche

### Statistiche di squadra
| Competizione | Punti | In casa | In casa | In casa | In trasferta | In trasferta | In trasferta | Totale | Totale | Totale |
| Competizione | Punti | G       | V       | P       | G            | V            | P            | G      | V      | P      |
| ------------ | ----- | ------- | ------- | ------- | ------------ | ------------ | ------------ | ------ | ------ | ------ |
| V-League     | 21    | 18      | 2       | 16      | 18           | 3            | 15           | 36     | 5      | 31     |
| Coppa KOVO   | -     | -       | -       | -       | -            | -            | -            | 3      | 0      | 3      |
| Totale       | -     | 18      | 2       | 16      | 18           | 3            | 15           | 39     | 5      | 34     |

G = partite giocate; V = partite vinte; P = partite perse

### Statistiche dei giocatori
| Giocatore  | Campionato | Campionato | Campionato | Campionato | Campionato | Coppa KOVO | Coppa KOVO | Coppa KOVO | Coppa KOVO | Coppa KOVO | Totale | Totale | Totale | Totale | Totale |
| Giocatore  | P          | PT         | AV         | MV         | BV         | P          | PT         | AV         | MV         | BV         | P      | PT     | AV     | MV     | BV     |
| ---------- | ---------- | ---------- | ---------- | ---------- | ---------- | ---------- | ---------- | ---------- | ---------- | ---------- | ------ | ------ | ------ | ------ | ------ |
| Bae S.j.   | 14         | 7          | 5          | 2          | 0          | 3          | 22         | 17         | 4          | 1          | 17     | 29     | 22     | 6      | 1      |
| Baek K.h.  | 24         | 0          | 0          | 0          | 0          | 3          | 0          | 0          | 0          | 0          | 27     | 0      | 0      | 0      | 0      |
| Choi Y.h.  | 15         | 31         | 30         | 1          | 0          | 3          | 7          | 3          | 1          | 3          | 18     | 38     | 33     | 2      | 3      |
| Han K.m.   | 36         | 219        | 152        | 55         | 12         | 2          | 17         | 12         | 2          | 3          | 38     | 236    | 164    | 57     | 15     |
| Hong S.h.  | 35         | 306        | 284        | 11         | 11         | -          | -          | -          | -          | -          | 35     | 306    | 284    | 11     | 11     |
| Hwang K.m. | 28         | 296        | 262        | 25         | 9          | 3          | 26         | 25         | 0          | 1          | 31     | 322    | 287    | 25     | 10     |
| Hwang S.b. | 34         | 49         | 14         | 26         | 9          | -          | -          | -          | -          | -          | 34     | 49     | 14     | 26     | 9      |
| Jang H.r.  | 5          | 3          | 1          | 2          | 0          | -          | -          | -          | -          | -          | 5      | 3      | 1      | 2      | 0      |
| Jeon J.y.  | -          | -          | -          | -          | -          | -          | -          | -          | -          | -          | 0      | 0      | 0      | 0      | 0      |
| Jeong M.s. | 36         | 0          | 0          | 0          | 0          | 3          | 0          | 0          | 0          | 0          | 39     | 0      | 0      | 0      | 0      |
| Jung D.g.  | 2          | 0          | 0          | 0          | 0          | -          | -          | -          | -          | -          | 2      | 0      | 0      | 0      | 0      |
| Kim H.j.   | 35         | 91         | 60         | 28         | 3          | 3          | 10         | 5          | 5          | 0          | 38     | 101    | 65     | 33     | 3      |
| Kwon T.w.  | 15         | 8          | 6          | 2          | 0          | -          | -          | -          | -          | -          | 15     | 8      | 6      | 2      | 0      |
| Liu H.m.   | 32         | 126        | 106        | 16         | 4          | -          | -          | -          | -          | -          | 32     | 126    | 106    | 16     | 4      |
| Park H.b.  | 2          | 1          | 1          | 0          | 0          | 3          | 1          | 0          | 1          | 0          | 5      | 2      | 1      | 1      | 0      |
| Shin S.h.  | 33         | 7          | 3          | 2          | 2          | 3          | 4          | 2          | 1          | 1          | 36     | 11     | 5      | 3      | 3      |
| Son J.y.   | 33         | 12         | 10         | 2          | 0          | 3          | 47         | 45         | 2          | 0          | 36     | 59     | 55     | 4      | 0      |
| Sung H.h.  | 0          | 0          | 0          | 0          | 0          | -          | -          | -          | -          | -          | 0      | 0      | 0      | 0      | 0      |
| A. Villena | 35         | 923        | 819        | 74         | 30         | -          | -          | -          | -          | -          | 35     | 923    | 819    | 74     | 30     |
| Woo S.j.   | 24         | 62         | 44         | 15         | 3          | 3          | 10         | 6          | 4          | 0          | 27     | 72     | 50     | 19     | 3      |
| Yoon S.j.  | 11         | 14         | 12         | 0          | 2          | -          | -          | -          | -          | -          | 11     | 14     | 12     | 0      | 2      |

P = presenze; PT = punti totali; AV = attacchi vincenti; MV = muri vincenti; BV = battute vincenti